# Dolores Guerrero
Dolores Guerrero (1833 - 1858, Durango, Durango, México) fue una poeta mexicana considerada por algunos medios, como El Siglo de Durango, como «la primera poetisa mexicana después de Sor Juana Inés de la Cruz».

## Biografía
Guerrero nació el 15 de septiembre de 1833 en la ciudad de Durango, Durango, México, hija de Fernando Guerrero y de Guadalupe Bárcena. Desde que era pequeña comenzó a interesarse en la poesía al escribir algunos versos. También tenía afinidad por la música. Solía leer novelas clásicas francesas debido a su dominio del idioma de ese país.
En 1850, cuando tenía entre 17 y 18 años de edad, se mudó al Distrito Federal, después de que su padre resultara electo senador, donde continuó con su trabajo poético. Algunas de sus obras fueron del conocimiento del bardo Luis G. Ortiz y de los escritores Francisco Zarco y Francisco González Bocanegra, que la motivaron para que su material fuese publicado.
De acuerdo al periódico El Siglo de Durango, Guerrero pasó a ser calificada como «la primera poetisa mexicana después de Sor Juana Inés de la Cruz», y sus obras tenían una excelente aceptación en la sociedad. Varios otros diarios publicaban continuamente su material literario. Para la escritora Susana A. Montero, autora del libro La Construcción Simbólica de Las Identidades Sociales, la poesía de Guerrero era representativa del género erótico y «constituyó un claro mentís de la índole sexual pasiva y secundaria de la mujer». También distingue al poema «A...» —también referido por otras publicaciones como «Nomás a ti»— como el de tipo femenino «más popular del siglo XIX en México». Murió el 1 de marzo de 1858 en su natal Durango debido a problemas del corazón, cuando solamente tenía 24 años de edad.

## Homenajes
En 2008, la Universidad Juárez del Estado de Durango organizó un homenaje en honor a Guerrero.